# Jon Ander Insausti
Jon Ander Insausti Irastorza (Mutiloa, 13 dicembre 1992) è un ex ciclista su strada e ciclocrossista spagnolo, attivo tra gli Elite dal 2015 al 2018. I suoi cugini Jon Izagirre e Gorka Izagirre sono anch'essi ciclisti professionisti.
Vincitore di diversi campionati regionali a cronometro su strada, è stato anche uno specialista del ciclocross, vincendo il titolo nazionale Under-23 di specialità nel 2011. Nel 2017 ha ottenuto il primo successo da professionista, in maglia Bahrain-Merida, vincendo una tappa del Tour of Japan.

## Palmarès

### Strada
- 2012 (Bidelan Kirolgi Under-23)

Campionati baschi, Prova a cronometro Under-23
1ª tappa Vuelta a Segovia (La Lastrilla > Segovia)
Antzuola Saria-Memorial Iñaki Lete
San Roman Saria
- 2013 (Caja Rural Seguros RGA Under-23)

Campionati baschi, Prova a cronometro Elite s.c.
- 2014 (Gipuzkoa Oreki Under-23)

Campionati baschi, Prova a cronometro Under-23
Loinatz Proba
Campionati di Gipuzkoa, Prova a cronometro
Andra Mari Sari
- 2017 (Bahrain-Merida, una vittoria)

8ª tappa Tour of Japan (Tokyo > Tokyo)

### Ciclocross
- 2010-2011 (Under-23)

Campionati spagnoli, Prova Under-23

## Piazzamenti

### Classiche monumento
- Giro delle Fiandre

2017: ritirato
- Parigi-Roubaix

2017: fuori tempo